# هيربي هانكوك
هيربي هانكوك (بالإنجليزية: Herbie Hancock)‏ (و. 1940 – م) هو مغن مؤلف، وموزع (موسيقى)، وعازف جاز، وعازف لوحة المفاتيح، وممثل، وموسيقي، وعازف بيانو، ومؤلفو موسيقى تصويرية، من الولايات المتحدة الأمريكية، ولد في شيكاغو، وهو عضوٌ في الأكاديمية الأمريكية للفنون والعلوم.

## التعليم
تعلم في Grinnell College ‏، والكلية الموسيقية في مانهاتن ‏.

## جوائز وترشيحات
حصل على جوائز منها:
- مركز كينيدي الثقافي (2013)
- جائزة غرامي لأفضل تعاون صوتي في مجال موسيقى البوب [الإنجليزية]‏ (2010)
- جائزة غرامي لأفضل مقطوعة جاز منفردة (2010)
- جائزة الأسطورة الحية لمكتبة الكونغرس [الإنجليزية]‏[22]
- جائزة غرامي لممر المشاهير، عن عمل: Head Hunters [الإنجليزية]‏ (2008)
- Grammy Award for Best Contemporary Jazz Album [الإنجليزية]‏، عن عمل: النهر: رسائل جوني [الإنجليزية]‏ (2007)
- جائزة غرامي لألبوم السنة، عن عمل: النهر: رسائل جوني [الإنجليزية]‏ (2007)
- جائزة غرامي لأفضل مقطوعة جاز منفردة (2004)
- جائزة غرامي لأفضل مقطوعة جاز منفردة (2002)
- جائزة غرامي لأفضل ألبوم عزف جاز، عن عمل: Directions in Music: Live at Massey Hall [الإنجليزية]‏ (2002)
- Soul Train Music Award for Best Jazz Album [الإنجليزية]‏، عن عمل: Gershwin's World [الإنجليزية]‏ (1999)
- جائزة غرامي لممر المشاهير، عن عمل: Maiden Voyage (Herbie Hancock album) [الإنجليزية]‏ (1998)
- جائزة جرامي لأفضل ترتيب وآلات وغناء [الإنجليزية]‏ (1998)
- جائزة غرامي لأفضل ألبوم عزف جاز، عن عمل: Gershwin's World [الإنجليزية]‏ (1998)
- Soul Train Music Award for Best Jazz Album [الإنجليزية]‏، عن عمل: The New Standard (Herbie Hancock album) [الإنجليزية]‏ (1997)
- جائزة غرامي لأفضل تأليف موسيقي آلي [الإنجليزية]‏ (1996)
- جائزة غرامي لأفضل ألبوم عزف جاز، عن عمل: A Tribute to Miles [الإنجليزية]‏ (1994)
- César Award for Best Original Music [الإنجليزية]‏، عن عمل: حوالي منتصف الليل (1987)
- جائزة غرامي لأفضل تأليف موسيقي آلي [الإنجليزية]‏ (1987)
- جائزة الأوسكار لأفضل موسيقى تصويرية، عن عمل: حوالي منتصف الليل (1986)
- MTV Video Music Award for Best Art Direction [الإنجليزية]‏ (1984)
- MTV Video Music Award for Best Editing [الإنجليزية]‏ (1984)
- MTV Video Music Award for Best Concept Video [الإنجليزية]‏ (1984)
- جائزة جرامي لأفضل أداء آر أند بي [الإنجليزية]‏، عن عمل: Sound-System (album) [الإنجليزية]‏ (1984)
- MTV Video Music Award for Best Visual Effects [الإنجليزية]‏ (1984)
- MTV Video Music Award for Most Experimental Video [الإنجليزية]‏ (1984)
- جائزة جرامي لأفضل أداء آر أند بي [الإنجليزية]‏ (1983).

ترشح لـ:
- NAACP Image Award for Outstanding Album [الإنجليزية]‏ (2013)
- جائزة الأداء الزوجي أو الجماعي المبهر للجمعية الوطنية للنهوض بالملونين [الإنجليزية]‏ (2013)
- جائزة الأداء الزوجي أو الجماعي المبهر للجمعية الوطنية للنهوض بالملونين [الإنجليزية]‏ (2011)
- جائزة غرامي لأفضل مقطوعة جاز منفردة (2010)
- جائزة جرامي لأفضل ترتيب وآلات وغناء [الإنجليزية]‏ (2010)
- جائزة غرامي لأفضل تعاون صوتي في مجال موسيقى البوب [الإنجليزية]‏ (2010)
- جائزة غرامي لألبوم السنة، عن عمل: النهر: رسائل جوني [الإنجليزية]‏ (2007)
- Grammy Award for Best Contemporary Jazz Album [الإنجليزية]‏، عن عمل: النهر: رسائل جوني [الإنجليزية]‏ (2007)
- Grammy Award for Best Pop Instrumental Performance [الإنجليزية]‏ (2005)
- جائزة غرامي لأفضل تعاون صوتي في مجال موسيقى البوب [الإنجليزية]‏ (2005)
- جائزة غرامي لأفضل مقطوعة جاز منفردة (2004)
- جائزة غرامي لأفضل ألبوم عزف جاز، عن عمل: Directions in Music: Live at Massey Hall [الإنجليزية]‏ (2002)
- جائزة غرامي لأفضل مقطوعة جاز منفردة (2002)
- Soul Train Music Award for Best Jazz Album [الإنجليزية]‏، عن عمل: Gershwin's World [الإنجليزية]‏ (1999)
- جائزة جرامي لأفضل ترتيب وآلات وغناء [الإنجليزية]‏ (1998)
- جائزة غرامي لأفضل ألبوم عزف جاز، عن عمل: Gershwin's World [الإنجليزية]‏ (1998)
- Soul Train Music Award for Best Jazz Album [الإنجليزية]‏، عن عمل: The New Standard (Herbie Hancock album) [الإنجليزية]‏ (1997)
- جائزة غرامي لأفضل تأليف موسيقي آلي [الإنجليزية]‏ (1996)
- جائزة غرامي لأفضل فيديو مصور [الإنجليزية]‏ (1995)
- Soul Train Music Award for Best Jazz Album [الإنجليزية]‏، عن عمل: A Tribute to Miles [الإنجليزية]‏ (1995)
- جائزة غرامي لأفضل ألبوم عزف جاز، عن عمل: A Tribute to Miles [الإنجليزية]‏ (1994)
- جائزة غرامي لأفضل تأليف موسيقي آلي [الإنجليزية]‏ (1987)
- جائزة جرامي لأفضل أداء موسيقى روك [الإنجليزية]‏ (1987)
- César Award for Best Original Music [الإنجليزية]‏، عن عمل: حوالي منتصف الليل (1987)
- جائزة البافتا لأفضل موسيقي أفلام، عن عمل: حوالي منتصف الليل (1987)
- جائزة غولدن غلوب لأفضل موسيقى تصويرية، عن عمل: حوالي منتصف الليل (1986)
- جائزة الأوسكار لأفضل موسيقى تصويرية، عن عمل: حوالي منتصف الليل (1986)
- جائزة إم تي في الأغاني المصورة لأفضل فيديو لذكر [الإنجليزية]‏ (1984)
- MTV Video Music Award for Best Concept Video [الإنجليزية]‏ (1984)
- MTV Video Music Award for Video of the Year [الإنجليزية]‏ (1984)
- MTV Video Music Award for Most Experimental Video [الإنجليزية]‏ (1984)
- MTV Video Music Award for Best Art Direction [الإنجليزية]‏ (1984)
- MTV Video Music Award – Viewer's Choice [الإنجليزية]‏ (1984)
- MTV Video Music Award for Best Editing [الإنجليزية]‏ (1984)
- جائزة جرامي لأفضل أداء آر أند بي [الإنجليزية]‏، عن عمل: Sound-System (album) [الإنجليزية]‏ (1984)
- MTV Video Music Award for Best Visual Effects [الإنجليزية]‏ (1984)
- جائزة جرامي لأفضل أداء آر أند بي [الإنجليزية]‏ (1983)
- جائزة جرامي لأفضل أداء آر أند بي [الإنجليزية]‏ (1979)
- Grammy Award for Best Pop Instrumental Performance [الإنجليزية]‏، عن عمل: Head Hunters [الإنجليزية]‏ (1974).

## وصلات خارجية
- هيربي هانكوك على موقع IMDb (الإنجليزية)
- هيربي هانكوك على موقع الموسوعة البريطانية (الإنجليزية)
- هيربي هانكوك على موقع روتن توميتوز (الإنجليزية)
- هيربي هانكوك على موقع مونزينجر (الألمانية)
- هيربي هانكوك على موقع ألو سيني (الفرنسية)
- هيربي هانكوك على موقع ميوزك برينز (الإنجليزية)
- هيربي هانكوك على موقع رولينغ ستون (الإنجليزية)
- هيربي هانكوك على موقع أول موفي (الإنجليزية)
- هيربي هانكوك على موقع قاعدة بيانات الأفلام السويدية (السويدية)
- هيربي هانكوك على موقع إن إن دي بي (الإنجليزية)